# سیارک ۴۷۹۰
سیارک ۴۷۹۰ (به انگلیسی: 4790 Petrpravec، نامگذاری:1988PP) چهار هزار و هفتصد و نودمین سیارک کشف شده‌است که در ۹ اوت ۱۹۸۸ کشف شد.
قدر مطلق سیارک برابر ۱۱٫۸۰ است.